# Caso Gonzáles y Otros
El Caso Gonzáles y Otros (anteriormente conocido como Caso Fybeca y Caso Dolores) es un caso de desaparición forzada de personas ocurrido en el Ecuador, en el año 2003.

## Caso

### Sucesos
En la mañana del 19 de noviembre de 2003, se informó sobre un asalto en progreso a una sucursal de las farmacias Fybeca, ubicada al norte de Guayaquil, que según la policía había producido un enfrentamiento entre policías y 8 supuestos delincuentes, que resultó en el asesinato de ocho delincuentes y la detención de varias personas. Dentro de la escena del crimen se recolectaron como evidencia pistolas, ametralladoras y hasta incluso granadas de mano. El operativo fue liderado por el mayor Eduardo González.

### Desapariciones
Una vez que se hubo conocido el producto del asalto, Dolores Briones explicó que su marido Guime Córdova -abatido durante la balacera- era un mensajero de la sucursal de farmacias Fybeca, mientras que Dolores Vélez, acusó a la policía de la muerte de su marido Carlos Andrade, quien según la versión de su mujer, había acudido a la farmacia a comprar pañales. El caso de Johnny Gómez Balda fue denunciado dos días después, cuando Diario El Universo publica una fotografía de quien según la versión de su mujer la señora Dolores Guerra, había sido detenido luego del asalto sin que se vuelva a saber sobre su paradero. También César Mata Valenzuela, Erwin Vivar Palma y Seidy Vélez fueron capturados, sin embargo solo esta última apareció en la Fiscalía para rendir su versión de los hechos, los demás fueron declarados posteriormente prófugos.

## Proceso administrativo

### Desarrollo
Posteriormente a los hechos se levantó una Corte Policial en contra de 20 policías sindicados en el caso, sin embargo los 20 policías fueron declarados inocentes por falta de pruebas. El proceso se inició el 3 de diciembre de 2003. El 27 de abril de 2004 se cerró el proceso penal a pedido del fiscal Carlos Pérez Asencio.

### Irregularidades
De entre algunos testigos que estuvieron en los alrededores de la farmacia Fybeca, hay algunos que desde la clandestinidad (lo que hace que estas versiones no sean fiables) han explicado que la muerte de los delincuentes se produjo luego de que haya terminado el tiroteo, que posteriormente los agentes de policía habían gritado "ya tranquilos, ya todo terminó" y luego se dispararon las armas de fuego en contra de los delincuentes. Existen ciertas versiones de que los delincuentes se habían rendido y se encontraban de rodillas en el piso rogando a los policías que no les maten, pero los agentes de policía sindicados les dispararon, por lo que tuvieron que eliminar posteriormente a los testigos.

### Informe de la Policía Nacional
Posteriormente los representantes de la Policía Nacional reconocieron que hubo un mal procedimiento en el operativo realizado en el asalto, puesto que el inspector general de la policía Marcelo Vega Gutiérrez reconoció que en ningún momento hubo un enfrentamiento entre policías y asaltantes, por lo que responsabilizaron al jefe del operativo Eduardo González por los hechos. Sin embargo, no se explicó la actuación del expolicía judicial Érick Salinas, quien fue fotografiado por un reportero del Diario El Universo realizando la detención de una persona que se encuentra desaparecida.
Dentro del informe que presentó la policía, se señala que la policía no racionalizó el uso progresivo de las armas de fuego basándose este informe en las autopsias que se realizaron a las personas que fueron abatidas ese día, sin embargo se niega la desaparición de una persona por cuanto la comisión no encontró una razón para que un empleado de una empresa privada (farmacias Fybeca) se encuentre en un lugar en el que debía cumplir sus funciones como trabajador. El informe menciona además que el jefe del operativo Eduardo González no pertenecía al Comando Provincial de Policía del Guayas y que se encontraba en Guayaquil realizando investigaciones de inteligencia que no se explicaron en el informe. Dentro del informe consta además que Eduardo González pidió apoyo de personal especializado a las 04h30 del día del suceso para iniciar una operación de investigación en la ciudadela Las Orquídeas de Guayaquil y que entre las 07h00 y las 07h10, se desvió la misión y se destinó a Fybeca. Según el mismo informe, el mayor Eduardo González es responsable de haber alterado y cambiado las placas originales del vehículo Nissan Pathfinder rojo, UBN-408, por las PTM-792, que en realidad pertenecen a otro automotor, un Vitara gris del año 98, que es el vehículo que fue fotografiado por un periodista del diario EL UNIVERSO en donde Salinas, conjuntamente con el agente de policía José Gaybor embarcaron a uno de los presuntos presos desaparecidos.

### Denuncias
Posteriormente el hecho fue denunciado ante la Comisión Interamericana de Derechos Humanos, que acusó al Estado ecuatoriano de ejecuciones extrajudiciales, hecho que fue negado por las autoridades ecuatorianas asegurando que el mismo dotará del cumplimiento de los derechos humanos en su totalidad  . Las mujeres de los desaparecidos, Dolores Briones, Dolores Guerra y Dolores Vélez -conocidas como el grupo de las dolores- realizan plantones cada año en conmemoración del caso Fybeca.

### Reapertura
El 7 de septiembre de 2010, se ordenó la reapertura de las investigaciones del caso. Las investigaciones comenzarían próximamente.
El 23 de enero de 2014, en un operativo conjunto realizado por la Fiscalía General del Ecuador, la Policía Nacional, Defensoría Pública y cinco peritos de la Unidad de Criminalística contra la Vulneración de Derechos Fundamentales del Ministerio Público de Venezuela, expertos en inspección ocular técnica y trayectoria balística, contratados por el Estado Ecuatoriano, se realizó la reconstrucción de los hechos suscitados la mañana del 19 de noviembre de 2003, en presencia de los uniformados procesados, familiares de las víctimas, autoridades de las fiscalías de Ecuador y Venezuela, GOE y Policía Judicial, con el fin de recabar información que permita esclarecer los hechos acontecidos, tratando así de remediar en algo la violaciones de los derechos humanos ocurridos anteriormente.

### Renombran el caso Fybeca
El 11 de marzo de 2014, la Fiscalía General del Estado, mediante oficio N.º 02810, informó que se procedió a cambiar el nombre del caso Fybeca por el de Las Dolores, que hace referencia al nombre en común de las tres mujeres que denunciaron la desaparición y el asesinato sus esposos por parte de miembros policiales, por una petición de la Corporación GPF, dueña de la farmacia donde ocurrieron los hechos el 19 de noviembre de 2003.
Finalmente, el caso fue renombrado a Caso Gonzáles y Otros.

### Finalización
El jueves 6 de noviembre de 2014 el caso terminó, dando 16 años de prisión a 5 procesados, 2 años de prisión a 5 encubridores, y 1 inocente. El juez Wilson Merino informó:

[Los asesinados] tienen disparos en la espalda. [El suceso fue] un asesinato reprimido que se lo sanciona en la Ley con entre 16 y 25 años de reclusión mayor.

Las tres Dolores recibieron indemnización y una disculpa por parte del estado. Al final, el caso volvería a cambiar de nombre, esta vez por "Gonzáles y otros".